# Jamides cyta
Jamides cyta är en fjärilsart som beskrevs av Jean Baptiste Boisduval 1832. Jamides cyta ingår i släktet Jamides och familjen juvelvingar. Inga underarter finns listade i Catalogue of Life.

## Bildgalleri

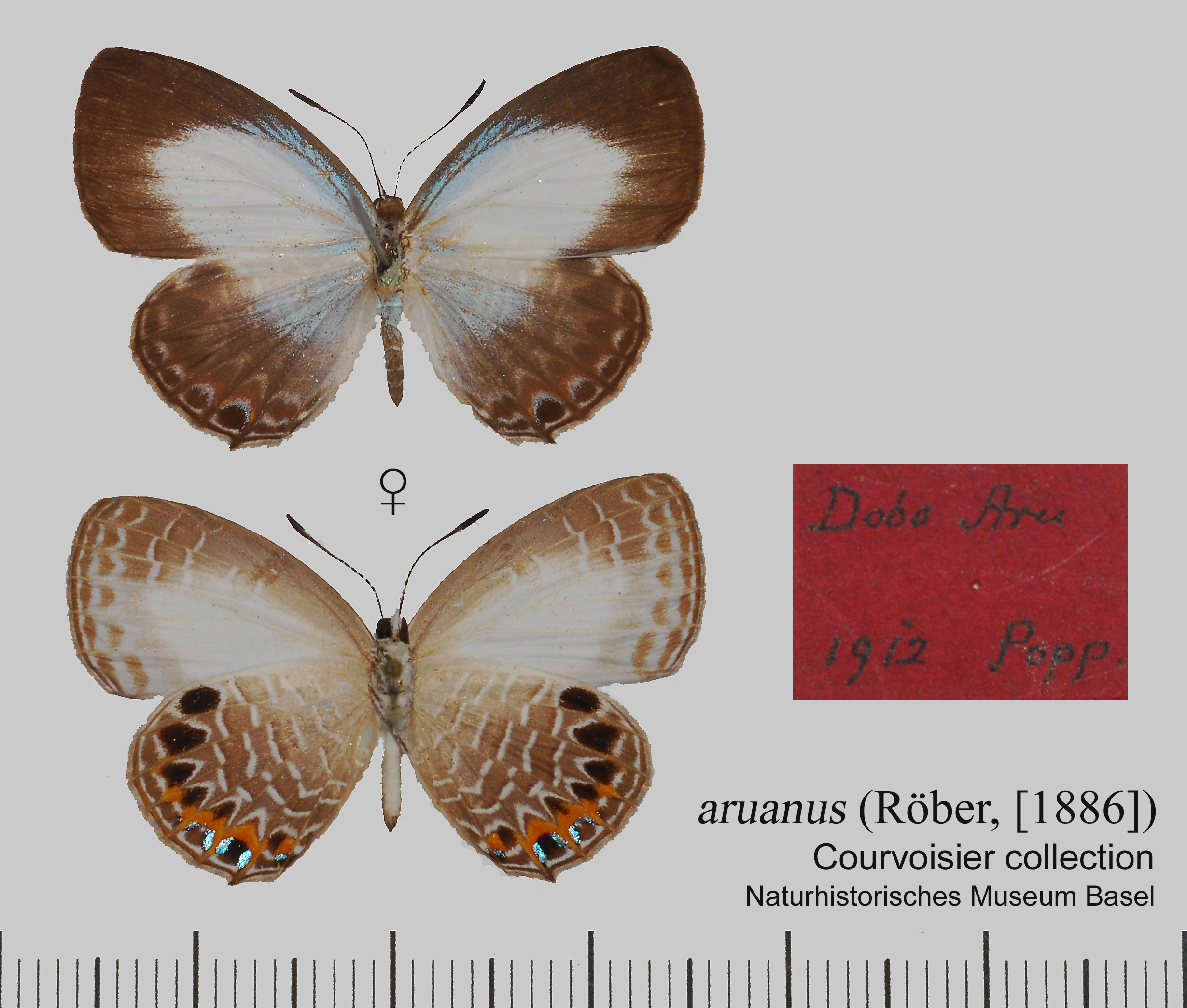
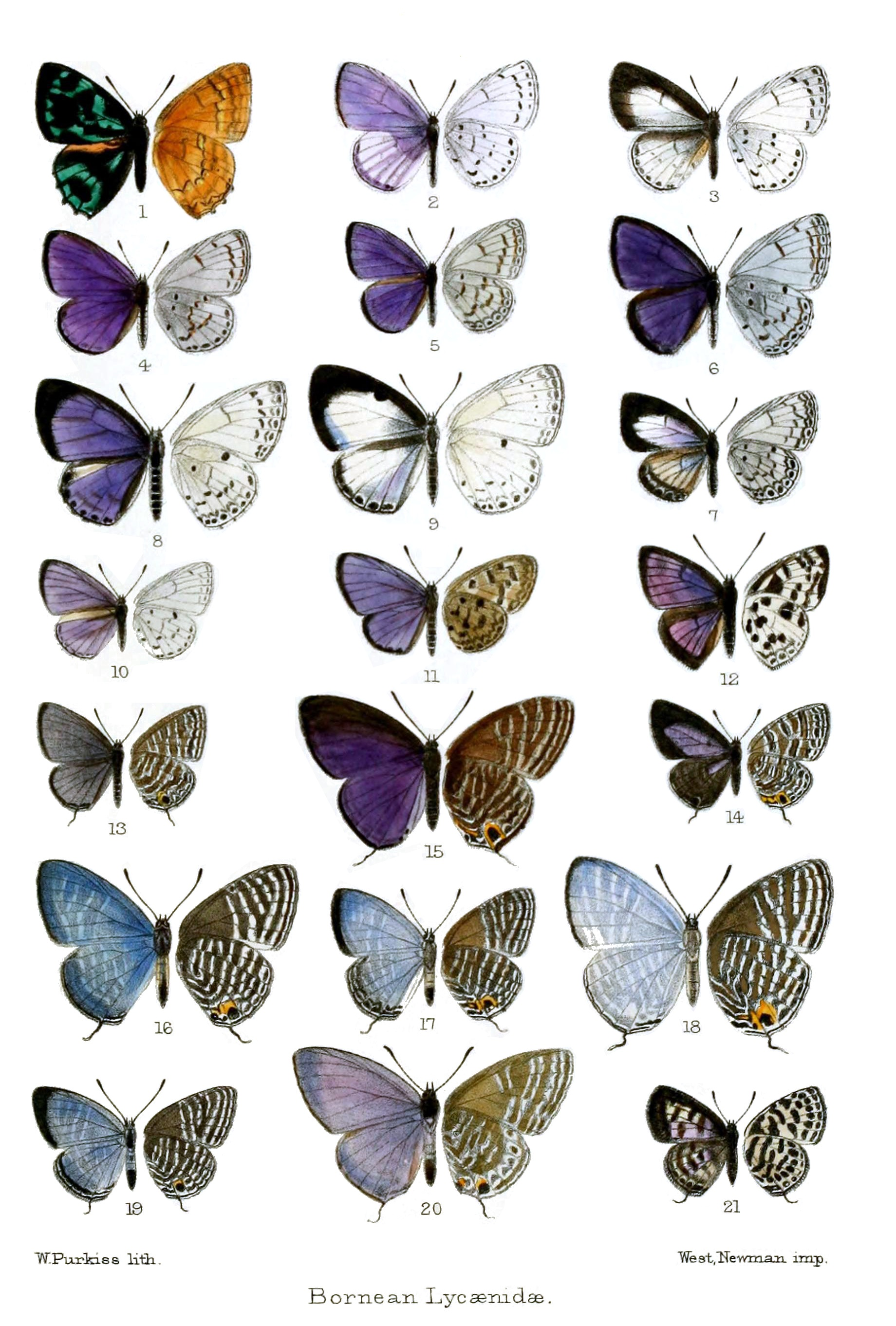
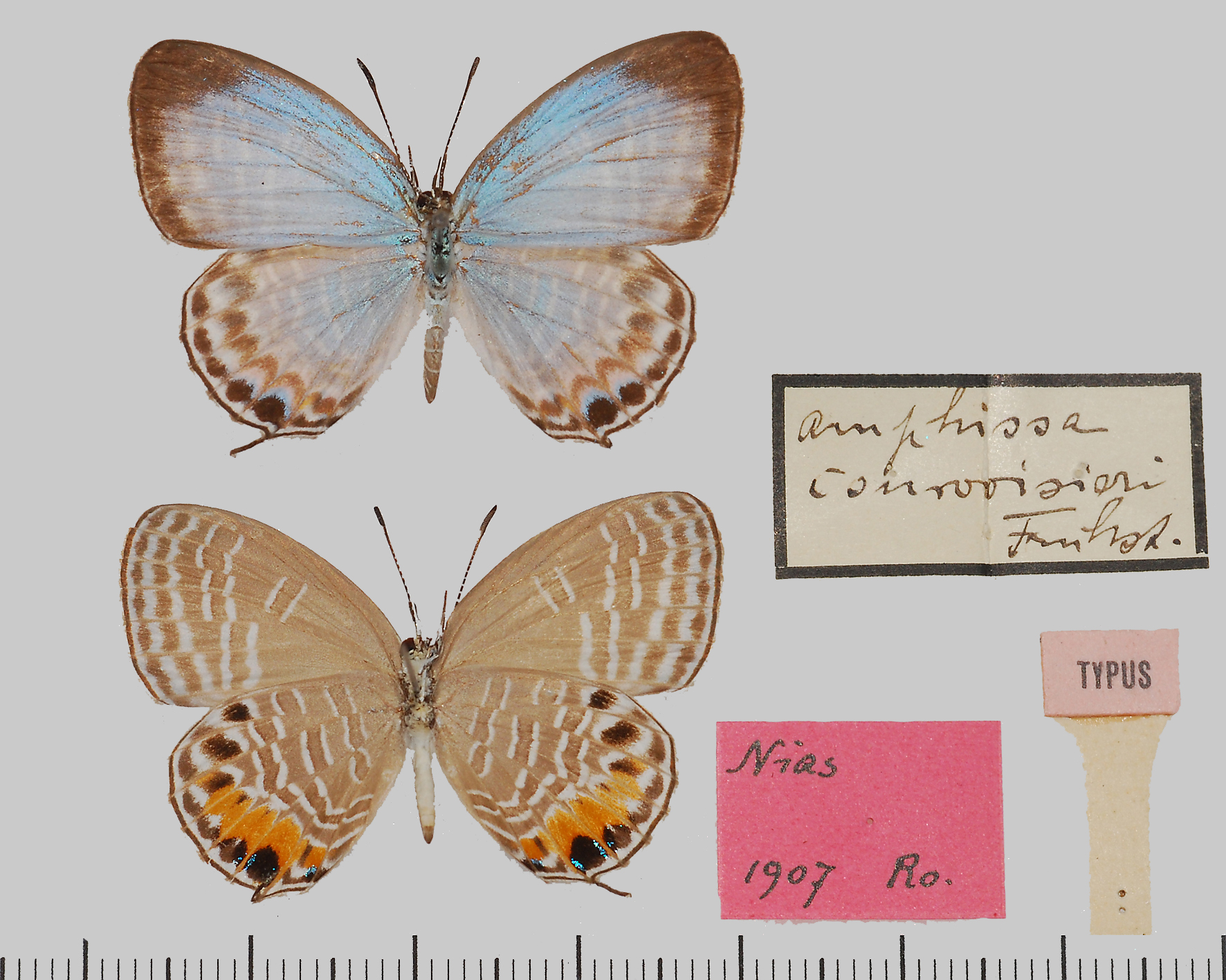
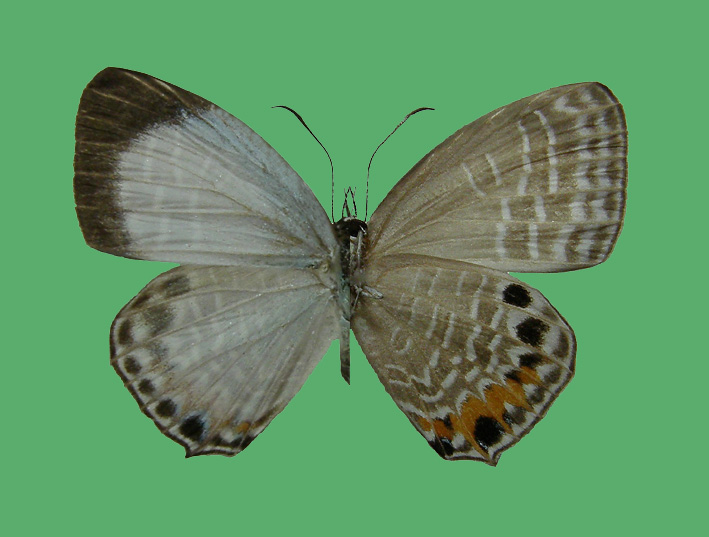
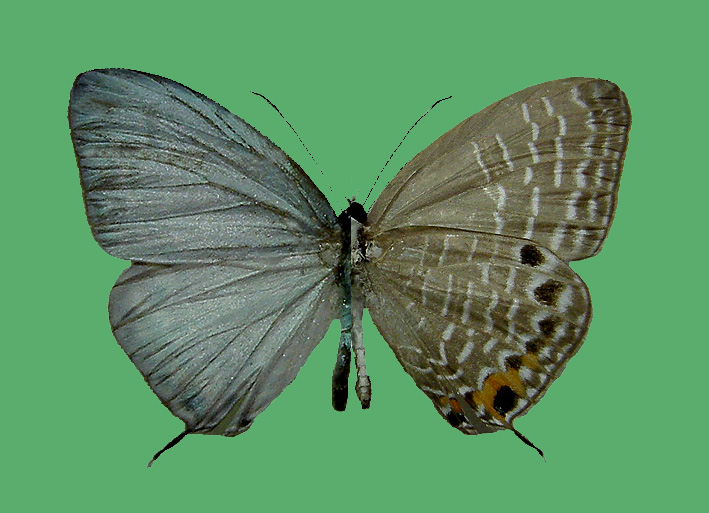
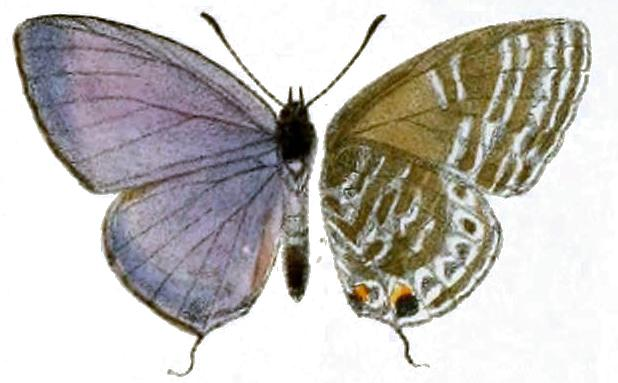